# Прагматические эдикты
Прагматические эдикты (1501—1567 годы, исп. Las Pragmáticas Sanciones (de 1567) или Pragmáticas antimoriscas) — обобщённое название серии законов (декретов), изданных испанскими монархами в первой четверти XVI века, которые были направлены на насильственную христианизацию, а также испанизацию остатков мавританского населения Иберии. Первая серия законов была издана в 1501 году и затронула мусульман бывшего Гранадского эмирата, к 1502 году декрет был распространен на всю оставшуюся территорию королевства Кастилия. В 1515—1516 годах наваррских мусульман заставили креститься или покинуть страну. В 1519—1523 годах эта же участь постигла мусульман Валенсии. Относительно спокойно прошло крещение арагонских мусульман 1525—1526 годах, хотя и там их поставили перед фактом возможной депортации с конфискацией имущества в случае отказа.

## Имплементация и последствия
Первый декрет был издан уже через 8 лет после падения Гранадского эмирата, хотя по договору о капитуляции мусульманам бывшего эмирата (около 300 тысяч человек) разрешалось сохранять веру и родной язык при условии полной лояльности новой власти.
В 1526 году был издан последний эдикт, охвативший Валенсию и Арагон. Он полностью запретил арабский язык, арабский алфавит, ношение мусульманской одежды, мусульманские имена и любые проявления арабско-мусульманской культуры (песни, танцы, обычаи), а также даже мавританские бани, которые к этому времени превратились в место тайных собраний мусульман.
Долгое время, из-за неповоротливости и взяточничества местной бюрократии эти законы не соблюдались, но 1 января 1567 года — к 75-й годовщине падения Гранады, королевская власть, опасавшаяся усиления Османской империи в Средиземноморье, решила усилить контроль за исполнением эдиктов, издав особую санкцию с исполнительным сроком в 2 года. К контролю присоединилась испанская инквизиция. После этого притеснения стали невыносимыми. В ответ мориски подняли Альпухарское восстание. Но оно было подавлено. В 1609 году был издан новый указ, обязавший всех морисков покинуть территорию Испании.

## См.также
- Конверсо